# 巫术IV：瓦德纳的复仇
《巫术IV：瓦德纳的复仇》是一款由Sir-Tech制作和发行的电子角色扮演游戏。本游戏为巫术系列的第4作，游戏最初于1987年发行。
游戏开始于10层地牢的底部。瓦德纳的大部分力量已经消耗，他必须在整个游戏中逐步恢复。
曾参与本游戏测试的《電腦遊戲世界》在1987年对本游戏进行了评价。它提到本游戏值得期待。